# Sylvietta ruficapilla
A Sylvietta ruficapilla a verébalakúak (Passeriformes) rendjébe, ezen belül a Macrosphenidae családba és a Sylvietta nembe tartozó faj. 12 centiméter hosszú. Angola, Gabon, a Kongói Demokratikus Köztársaság, a Kongói Köztársaság, Malawi, Mozambik, Tanzánia és Zambia erdős, bokros területein él. Rovarokkal táplálkozik. A száraz évszak végén, az esős évszak elején költ.

## Alfajai
- S. r. rufigenis (Reichenow, 1887) – délkelet-Gabon, Kongói Köztársaság, délnyugat-Kongói Demokratikus Köztársaság;
- S. r. makayii (C. M. N. White, 1953) – északközép-Angola;
- S. r. ruficapilla (Bocage, 1877) – közép- és kelet-Angolától dél-Kongói Demokratikus Köztársaságig;
- S. r. gephyra (C. M. N. White, 1953) – dél-Kongói Demokratikus Köztársaság, északnyugat-Zambia;
- S. r. schoutedeni (C. M. N. White, 1953) – délkelet-Kongói Demokratikus Köztársaság;
- S. r. chubbi (Ogilvie-Grant, 1910) – délkelet-Kongói Demokratikus Köztársaság, Zambia, nyugat-Malawi, nyugat-Mozambik.

## Fordítás
- Ez a szócikk részben vagy egészben  a   Red-capped crombec című angol Wikipédia-szócikk fordításán alapul.  Az eredeti cikk szerkesztőit annak laptörténete sorolja fel. Ez a jelzés csupán a megfogalmazás eredetét és a szerzői jogokat jelzi, nem szolgál a cikkben szereplő információk forrásmegjelöléseként.